# Cormòns
Cormòns (Cormons en friulano, Krmin en esloveno), es una comuna italiana de 7.720 habitantes de la provincia de Gorizia en la región Friuli-Venezia Julia.

## Geografía
Situada a los pies del monte Quarin (274 m), en la llanura del Collio, dista cerca de 3 kilómetros del límite con Eslovenia, cerca de 54 kilómetros de la capital de la región Trieste, 10 de la capital de la provincia Gorizia, cerca de 22 de Udine, 120 de Venecia y cerca de 90 de Pordenone.

## Historia
En la época romana era una estación militar. En el 610 los lombardos la fortificaron. Luego, en la Alta Edad Media fue sede por más de un siglo (610 - 737) de los patriarcas de Aquilea y, sucesivamente, fue disputada durante mucho tiempo en virtud de la importancia estratégica sobre la vía de acceso a Gorizia. En el 980 el emperador Otón II lo enfeudó al patriarca Ronoaldo. En el curso de los siglos XI y XII Cormons fue disputada entre los patriarcas y condes de Gorizia, que en el 1277 se la apoderaron. Después de una breve ocupación veneciana en el 1308, volvió a los condes de Gorizia. En el 1497 el conde Leonardo de Gorizia fue obligado por Maximiliano I de Habsburgo a firmar un legado hereditario a su favor para evitar la guerra. Cormons como todo el condado de Gorizia pasó entonces a la muerte de Leonardo al Imperio Habsbúrgico que, excepto por un breve periodo de ocupación por parte de la República de Venecia (1508 - 1509) y al breve paréntesis napoleónico, la mantuvieron hasta la Primera Guerra Mundial. Desde 1563 a 1570 se produjeron enfrentamientos político militares entre Venecia y el Imperio. El 12 de agosto de 1866 fue firmado el armisticio entre Italia y Austria que puso fin a la Tercera Guerra de la Independencia Italiana. En 1910 Francisco José I de Austria fue convencido por sus consejeros a conceder a Cormons y a otras localidades friulanas y giulianas el título de ciudad para buscar calmar el clima irredentístico de revuelta que se acentuaba en aquellos territorios.
Durante la Primera Guerra Mundial pasó rápidamente a manos de Italia el 25 de mayo de 1915, luego fue reconquistada por los austríacos el 28 de octubre de 1917 durante una de las Batallas del Isonzo, para volver definitivamente a Italia al terminar dicha guerra; esta localidad fue fuertemente dañada durante la contienda.

## Monumentos y lugares de interés
- Castello di Cormons
- Duomo di Sant'Adalberto
- Casa de la antigua Iglesia, que hospeda el museo del duomo
- Iglesia de San Leopoldo
- Iglesia de Santa Caterina, conocida también como santuario de Rosa mística
- Iglesia de San Giorgio, construida sobre las ruinas de un castillo destruido en el siglo XIII
- Iglesia de Santo Stefano a Giassico
- Beata Vergine del Soccorso
- Iglesia de Santa Apollonia
- Iglesia de San Giovanni
- Palazzo Locatelli, sede municipal y desde el 2002 del museo cívico
- Palazzo Neuhaus
- Palazzo Tacco-Aita
- Plaza Libertà con la estatua del Emperador Maximiliano I de Habsburgo
- Parque natural del Bosque di Plessiva[7]

## Sociedad

### Evolución demográfica
| Gráfica de evolución demográfica de Cormòns entre 1861 y 2001 |
|                                                               |
| Fuente ISTAT - elaboración gráfica de Wikipedia               |

### Etnias y minorías extranjeras
Los extranjeros residentes en la comuna son 408, el 5,3% de la población. Los principales grupos son:
1. Rumania, 62
2. Marruecos, 57
3. Bosnia y Herzegovina, 47
4. Albania, 27
5. China, 25
6. Serbia, 23
7. Eslovenia, 20
8. Croacia, 20

## Cultura
En la ciudad fue abierto en el 2002, en el Palazzo Locatelli, el museo del territorio, que recoge una interesante colección del escultor friulano Alfonso Canciani (1863 - 1955) particularmente activo en la Viena del fin del ochocientos y de principios del novecientos.

### Personalides cormoses
- Luigi Castellan (Gigi Castellani), pintor
- Marco Brandolin, futbolista
- Sebastiano Buzzin, futbolista
- Alfonso Canciani, escultor
- Francesco Di Manzano, (1801-1895) pintor
- Denis Godeas, futbolista
- Giovanni Grattoni, baloncestista
- Eugenio Elia Levi, matemático
- Sergio Marcon, futbolista
- Franco Marini, futbolista
- Cesare Meucci, futbolista
- Giovanni Padoan, partisiano medalla de plata al valor militare
- Bruno Pizzul, futbolista y presentador televisivo
- Decio Raggi, militar
- Enzo Savorgnan, político y militar
- Luigi Visintin, (Brazzano 1892-Novara 1958) geógrafo, cartógrafo, director científico del Istituto Geográfico De Agostini de Novara,
- Germano Mian (futbolista y entrenador)
- Nicolò Bortolotti (periodista)

## Eventos
- "Fieste da Viarte" el tercer domingo del mayo en el monte Quarin. Itinerante naturalista e histórico-artístico, visita guiada al parque arqueológico del castillo, música y poesía. En los patios de las casas de campo degustación de vinos y platos tradicionales de la cocina friulana y eslovena.
- Fiesta provincial de la uva, segundo domingo de septiembre, tradicional fiesta con muestra de vinos, desfile de carrozas, evocación histórica de la concesión del estatuto de la ciudad por parte del Emperador Maximiliano I de Habsburgo.
- Festival Jazz & Wine of Peace a fin de octubre, es un evento internacional que atrae a visitantes de toda Europa. Son días intensos de música, llenos de conciertos en teatro y en lugares pintorescos, con eventos muy interesantes desde reuniones con músicos moderadas por críticos de jazz, exposiciones y conferencias se mezclen con las otras disciplinas, con visitas a bodegas y vinotecas.
- "Cormònslibri" Festival del libro y de la información recibe personajes del mundo de la literatura, del periodismo, del arte y otros; un modo para informar y dar a conocer, voces y opiniones diferentes de personajes de nivel nacional e internacional. Una sucesión de encuentros con escritores y periodistas, conferencias sobre temas de actualidad, legalidad y diversidad; con la presencia de científicos, filósofos y hombres de culto. Miles de espectadores asisten gratuitamente, en la primera quincena de diciembre, a proyecciones, espectáculos teatrales y musicales, danza, laboratorios en las escuelas y proyectos con las escuelas de grado, publicaciones, muestras de arte con espacio para los jóvenes y para los niños.
- Goal a Grappoli, las manifestaciones que unen el fútbol y la comunicación que se relaizan desde el año 2010 cada año en Cormons, en los últimos días de mayo. En cada edición participan importantes periodistas, entrenadores, futbolistas y el exfutbolista y famoso relator, comentarista y periodista deportivo Bruno Pizzul.[9]

## Economía
Cormòns es un vivaz centro agroturístico del Friuli oriental, conocida por su producción de vinos.

## Amministrazione

### Hermanamiento
- Friesach (Austria)
- Brda (Eslovenia)
- Tokaj (Hungría)